# İsmet Atlı
İsmet Atli (1931 - † 4 de abril de 2014) fue luchador olímpico turco, medallista de deportes en la categoría de peso pesado ligero y un entrenador. Ganó la medalla de oro en lucha libre masculina estilo libre en los Juegos Olímpicos de Roma 1960.

## Biografía
Nació en 1931 en la aldea de Çukurören del distrito Kozan en la provincia de Adana del sur de Turquía. Comenzó la lucha libre en 1950 y fue entrenado por los luchadores de renombre Celal Atik y Yaşar Doğu. 
İsmet Atli compitió en varios eventos de lucha libre internacionales con éxito en los dos estilos de lucha libre y participó en tres Juegos Olímpicos consecutivos en 1952, 1956 y 1960. 
Después de su retiro de los deportes activos en 1962, İsmet Atli actuó como entrenador. Finalmente se desempeñó como periodista deportivo.

## Logros
- 1951 Juegos Mediterráneos en Alejandría, Egipto - oro (Freestyle Middleweight)
- 1952 Juegos Olímpicos de Verano en Helsinki, Finlandia - 5th (Greco-Roman Light heavyweight)
- 1953 Campeonato Mundial de Lucha en Nápoles, Italia - 4th (Greco-Roman Middleweight)
- 1954 Campeonato Mundial de Lucha en Tokio, Japón - plata (Greco-Roman Middleweight)
- 1955 Campeonato Mundial de Lucha en Karlsruhe, Alemania - 5th (Greco-Roman Middleweight)
- 1956 World Wrestling Cup en Estambul, Turquía - oro (Freestyle Middleweight)
- 1956 Juegos Olímpicos de Verano en Melbourne, Australia - 4th (Freestyle Middleweight)
- 1957 Campeonato Mundial de Lucha en Estambul, Turquía - bronce (Freestyle Light heavyweight)
- 1960 Juegos Olímpicos de Verano en Roma, Italia - oro (Freestyle Light heavyweight)
- 1962 Campeonato Mundial de Lucha en Toledo, Ohio, EE. UU. bronce (Greco-Roman Light heavyweight), 4th (Freestyle Light heavyweight)